# Albert Ngabo
Albert Jean Bosco Ngaboyisibo (ur. 7 listopada 1986 w Nyarugenge) – rwandyjski piłkarz grający na pozycji lewego pomocnika. W swojej karierze rozegrał 22 mecze w reprezentacji Rwandy.

## Kariera klubowa
Swoją karierę piłkarską Ngabo rozpoczął w klubie Rayon Sports FC. W sezonie 2007/2008 zadebiutował w jego barwach w pierwszej lidze rwandyjskiej. W 2009 roku odszedł do APR FC i grał w nim do 2019 roku, czyli do końca swojej kariery. Wraz z nim wywalczył siedem mistrzostw Rwandy w sezonach 2009/2010, 2010/2011, 2011/2012, 2013/2014, 2014/2015, 2015/2016 oraz 2017/2018, wicemistrzostwo w sezonie 2018/2019 oraz pięć Pucharów Rwandy w latach 2010, 2011, 2012, 2014 i 2017.

## Kariera reprezentacyjna
W reprezentacji Rwandy Ngabo zadebiutował 1 stycznia 2009 w przegranym 0:4 meczu Pucharu CECAFA 2008 z Marokiem, rozegranym w Kampali. Od 2009 do 2013 wystąpił w kadrze narodowej 22 razy.